# Porcellio triangulifer
Porcellio triangulifer är en kräftdjursart som beskrevs av Karl Wilhelm Verhoeff1907. Porcellio triangulifer ingår i släktet Porcellio och familjen Porcellionidae. Inga underarter finns listade i Catalogue of Life.